# Cade Otton
Cade Otton (Tumwater, 15 aprile 1999) è un giocatore di football americano statunitense che milita nel ruolo di tight end per i Tampa Bay Buccaneers della National Football League (NFL).

## Carriera

### Tampa Bay Buccaneers
Otton al college giocò a football a Washington. Fu scelto nel corso del quarto giro (106º assoluto) assoluto nel Draft NFL 2022 dai Tampa Bay Buccaneers. Nella settimana 9 ricevette dal quarterback Tom Brady il passaggio da touchdown della vittoria nel finale della partita contro i Los Angeles Rams. La seconda marcatura la segnò nella vittoria della settimana 13 contro i New Orleans Saints. La sua stagione da rookie si concluse con 42 ricezioni per 391 yard e 2 touchdown in 16 presenze, 11 delle quali come titolare.
Nella settimana 14 della stagione 2023, Otton ricevette dal quarterback Baker Mayfield il touchdown della vittoria contro gli Atlanta Falcons a 31 secondi dallo scadere. Nel primo turno di playoff guidò la squadra con 89 yard ricevute nella vittoria a sorpresa sui Philadelphia Eagles.
Nell'ottavo turno della stagione 2024 Otton ricevette 9 passaggi per 81 yard e 2 touchdown nella sconfitta con gli Atlanta Falcons.